# McCartney 3,2,1
McCartney 3,2,1 é uma minissérie documental de 2021 estrelada pelo músico britânico Paul McCartney e pelo produtor Rick Rubin. A série de seis partes apresenta a dupla discutindo a carreira de McCartney, desde os Beatles e Wings até seu tempo como artista solo. Foi lançado digitalmente pelo Hulu em 16 de julho de 2021.

## Premissa
A série apresenta um encontro entre Paul McCartney e o produtor musical Rick Rubin, enquanto a dupla discute o início da vida de McCartney, o trabalho com os Beatles, Wings e seus 50 anos como artista solo. A série também abrange as composições, influências e relacionamentos pessoais que formaram as músicas de McCartney.

## Episódios
| N.º | Título                               | Lançamento          |
| --- | ------------------------------------ | ------------------- |
| 1 | "These Things Bring You Together"    | 16 de julho de 2021 |
| Paul McCartney fala sobre seus primeiros anos na indústria da música, incluindo suas amizades de infância com John Lennon e George Harrison. |                                      |                     |
| 2 | "The Notes that Like Each Other"     | 16 de julho de 2021 |
| McCartney discute suas influências, que vão de Johann Sebastian Bach a Fela Kuti.                                                            |                                      |                     |
| 3 | "The People We Loved Were Loving Us" | 16 de julho de 2021 |
| McCartney lista os músicos que inspiraram os Beatles, bem como suas experiências formativas viajando na Índia.                               |                                      |                     |
| 4 | "Like Professors in a Laboratory"    | 16 de julho de 2021 |
| McCartney e Rubin quebram os métodos usados pelos Beatles para desafiar as convenções musicais.                                              |                                      |                     |
| 5 | "Couldn't You Play it Straighter?"   | 16 de julho de 2021 |
| McCartney discute as transformações nas cores e no som de suas bandas ao longo dos anos.                                                     |                                      |                     |
| 6 | "The Long and Winding Road"          | 16 de julho de 2021 |
| Rubin e McCartney percorrem a jornada de McCartney como compositor e artista, bem como o significado de sua parceria com John Lennon.        |                                      |                     |

## Lançamento
A série foi anunciada em 17 de maio de 2021 e lançada digitalmente via Hulu em 16 de julho de 2021. O trailer foi lançado uma semana antes da estreia da série, em 9 de julho. Internacionalmente, a série foi lançada como série original no Disney+ através do hub de conteúdo Star em 16 de julho de 2021 no Canadá, Austrália e Nova Zelândia, e nos demais territórios da Europa em 26 de agosto de 2021. Na América Latina, a série foi lançada em 22 de setembro de 2021 no Star+.